# Nikolaï Sokolov (magistrat)
Pour les articles homonymes, voir Nikolaï Sokolov.
 (avril 2009).
Si vous disposez d'ouvrages ou d'articles de référence ou si vous connaissez des sites web de qualité traitant du thème abordé ici, merci de compléter l'article en donnant les références utiles à sa vérifiabilité et en les liant à la section « Notes et références ».
Nikolaï Alekseïevitch Sokolov, né le 22 mai 1882 à Mokchan et mort le  23 novembre 1924 à Salbris, est un magistrat russe.

## Biographie
Il est né dans une famille de marchands de Mokchan, près de Penza, où son père fabriquait des cordes. Après avoir cest étudié le droit à Kharkov, il devient juge puis juge d'instruction pour les affaires extraordinaires.
Après la Révolution d’Octobre, refusant de servir le nouveau régime, il gagne la ville d'Omsk, en Sibérie, où il entre en contact avec les milieux monarchistes. 
Le 7 février 1919, l'amiral Koltchak, chef des armées blanches, confie à Nikolaï Sokolov l'enquête sur la mort du tsar Nicolas II et sa famille à Iekaterinbourg. Il recueille de nombreux témoignages, rassemble des preuves, identifie les responsables du massacre et localise l'endroit où les corps avaient été transportés et provisoirement enterrés. Au cours de son enquête, il rencontre celle qui allait devenir sa femme. 
À l'été 1919, devant l'avance de l'Armée rouge qui menace de reprendre Iekaterinbourg, le juge met fin à son enquête puis quitte la ville en emportant ses archives avec lui et se réfugie à Omsk. Grâce à l'aide et à la protection du général français Janin, il suit la retraite d'une partie des armées blanches le long du Transsibérien et parvient à Pékin. Après un long périple, il débarque en France et s'installe en Sologne, à Salbris, en  Loir-et-Cher, où le prince Orlov, qui s'était institué son protecteur, possède un château. 
Utilisant ses notes et ses documents, le juge Sokolov entreprend d'écrire le livre qui constitue toujours la source principale des historiens sur la fin des Romanov : Enquête judiciaire sur l'assassinat de la famille impériale russe, publié par Payot en 1924. Il conclut que tous les membres de la famille impériale ont trouvé la mort dans la maison Ipatiev. À partir de 1976, cette conclusion est contestée, car une recherche par deux journalistes britanniques Anthony Summers et Tom Mangold fait état de la découverte de l'intégralité du rapport d'où il avait retranché de la publication de nombreux éléments jetant le doute sur le massacre de toute la famille dont une exécution limitée au tsar et un transfert à Perm des autres à l'été 1918 avec une incertitude sur le tsarévitch. Plusieurs historiens, Marina Grey, Marc Ferro les ont suivis. Cependant, le rapport rendu public de l'exécuteur des Romanov, Iakov Iourovski, la découverte des ossements de la famille Romanov aux environs d'Iekaterinbourg et les tests d'ADN démontrant qu'il s'agit bien de ceux de cette famille impériale, prouvent que Sokolov avait raison.
Malade, Nikolaï Sokolov meurt prématurément d'un infarctus à l'âge de 42 ans, laissant une veuve âgée de 23 ans et deux jeunes enfants, une fille Nathalie (1920-2002) et un fils Alexis (1923-1980). Il est enterré dans le cimetière de Salbris.